# Bundesratswahl 1995
Am 13. Dezember 1995 fanden in der Schweiz die Gesamterneuerungswahlen des Bundesrates statt. Die beiden Kammern des neu gewählten Parlaments, die Vereinigte Bundesversammlung, wählten die Schweizer Regierung, den Bundesrat, für die von 1996 bis 1999 dauernde Amtszeit. Die Sitze wurden einzeln in der Reihenfolge des Amtsalters der Sitzinhaber bestellt.
Nach der Ersatzwahl wenige Monate zuvor, in der Moritz Leuenberger als Nachfolger für Otto Stich gewählt worden war, kandidierten alle bisherigen Mitglieder des Bundesrates erneut. Die Sitzverteilung wurde von keiner Bundesratspartei in Frage gestellt; die Grünen erhoben aber Anspruch auf einen Bundesratssitz. Sie attackierten erfolglos die ersten vier Sitze.

## Wahlen

### Erste Wahl (Sitz von Jean-Pascal Delamuraz, FDP)

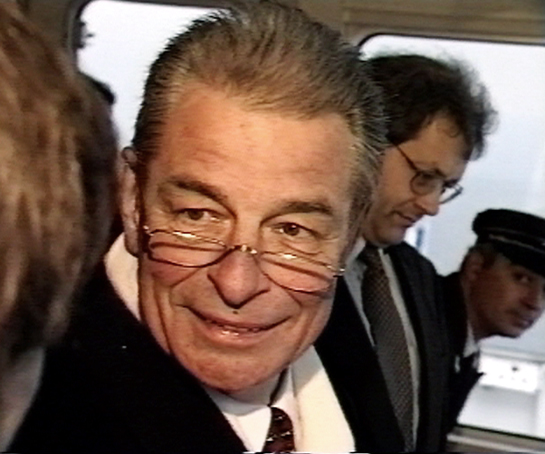
Jean-Pascal Delamuraz

Als Erster stellte sich der amtsälteste Bundesrat Jean-Pascal Delamuraz zur Wahl. Er stand seit 1987 dem Volkswirtschaftsdepartement (EVD) vor.
|                         | 1. Wahlgang |
| ----------------------- | ----------- |
| ausgeteilte Wahlzettel  | 243         |
| eingegangene Wahlzettel | 242         |
| leer/ungültig           | 11/0        |
| gültig Total            | 231         |
| absolutes Mehr          | 116         |
| Jean-Pascal Delamuraz   | 193         |
| Cécile Bühlmann (GPS)   | 12          |
| Verschiedene            | 26          |

### Zweite Wahl (Sitz von Arnold Koller, CVP)

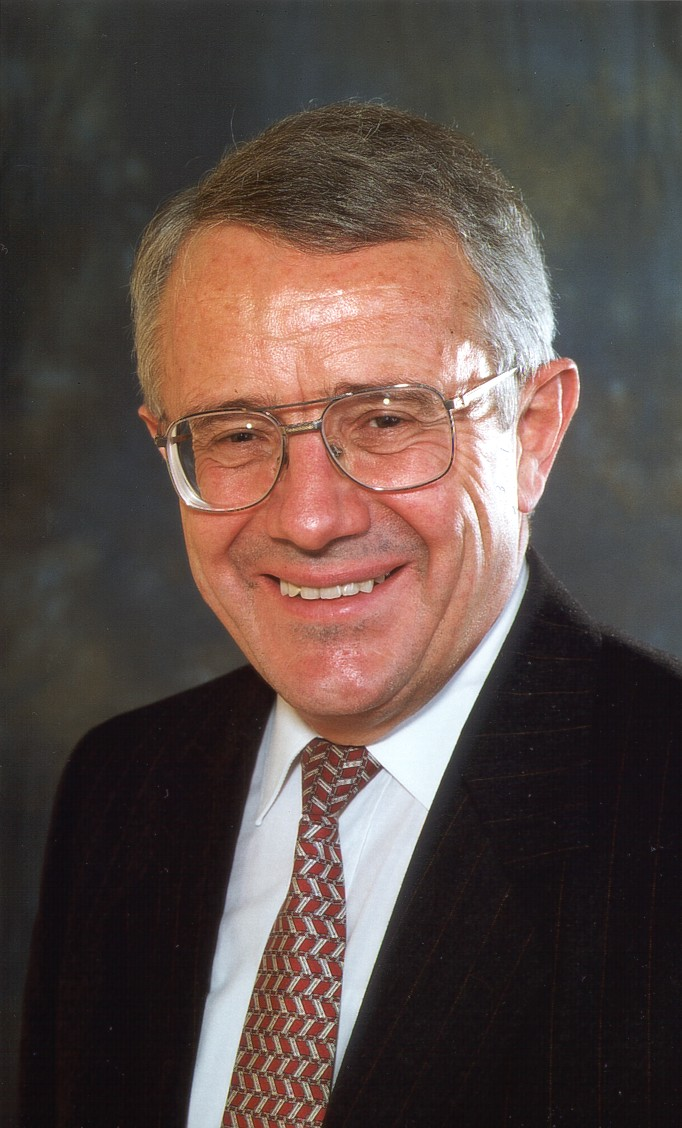
Arnold Koller

Bundesrat Arnold Koller (CVP) war seit 1989 Vorsteher des Eidgenössischen Justiz- und Polizeidepartementes (EJPD).
|                         | 1. Wahlgang |
| ----------------------- | ----------- |
| ausgeteilte Wahlzettel  | 244         |
| eingegangene Wahlzettel | 243         |
| leer/ungültig           | 24/0        |
| gültig Total            | 219         |
| absolutes Mehr          | 110         |
| Arnold Koller           | 176         |
| Ruth Gonseth (GPS)      | 12          |
| Verschiedene            | 31          |

### Dritte Wahl (Sitz von Flavio Cotti, CVP)

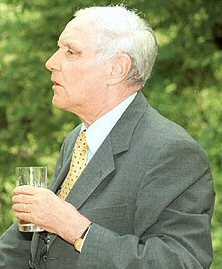
Flavio Cotti

Bundesrat Flavio Cotti (CVP) war seit 1993 Vorsteher des Eidgenössischen Departements für auswärtige Angelegenheiten (EDA).
|                         | 1. Wahlgang |
| ----------------------- | ----------- |
| ausgeteilte Wahlzettel  | 241         |
| eingegangene Wahlzettel | 238         |
| leer/ungültig           | 20/1        |
| gültig Total            | 217         |
| absolutes Mehr          | 109         |
| Flavio Cotti            | 171         |
| Pia Hollenstein (GPS)   | 13          |
| Verschiedene            | 33          |

### Vierte Wahl (Sitz von Adolf Ogi, SVP)

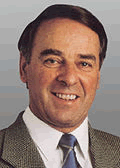
Adolf Ogi

Bundesrat Adolf Ogi (SVP) war seit 1988 Vorsteher des Eidgenössischen Verkehrs- und Energiewirtschaftsdepartements. Als Folge eines Konflikts mit Otto Stich übernahm er dann aber das Militärdepartement (EMD, heute VBS)
|                          | 1. Wahlgang |
| ------------------------ | ----------- |
| ausgeteilte Wahlzettel   | 243         |
| eingegangene Wahlzettel  | 243         |
| leer/ungültig            | 22/2        |
| gültig Total             | 219         |
| absolutes Mehr           | 110         |
| Adolf Ogi                | 164         |
| Franziska Teuscher (GPS) | 20          |
| Christoph Blocher (SVP)  | 10          |
| Verschiedene             | 25          |

### Fünfte Wahl (Sitz von Kaspar Villiger, FDP)

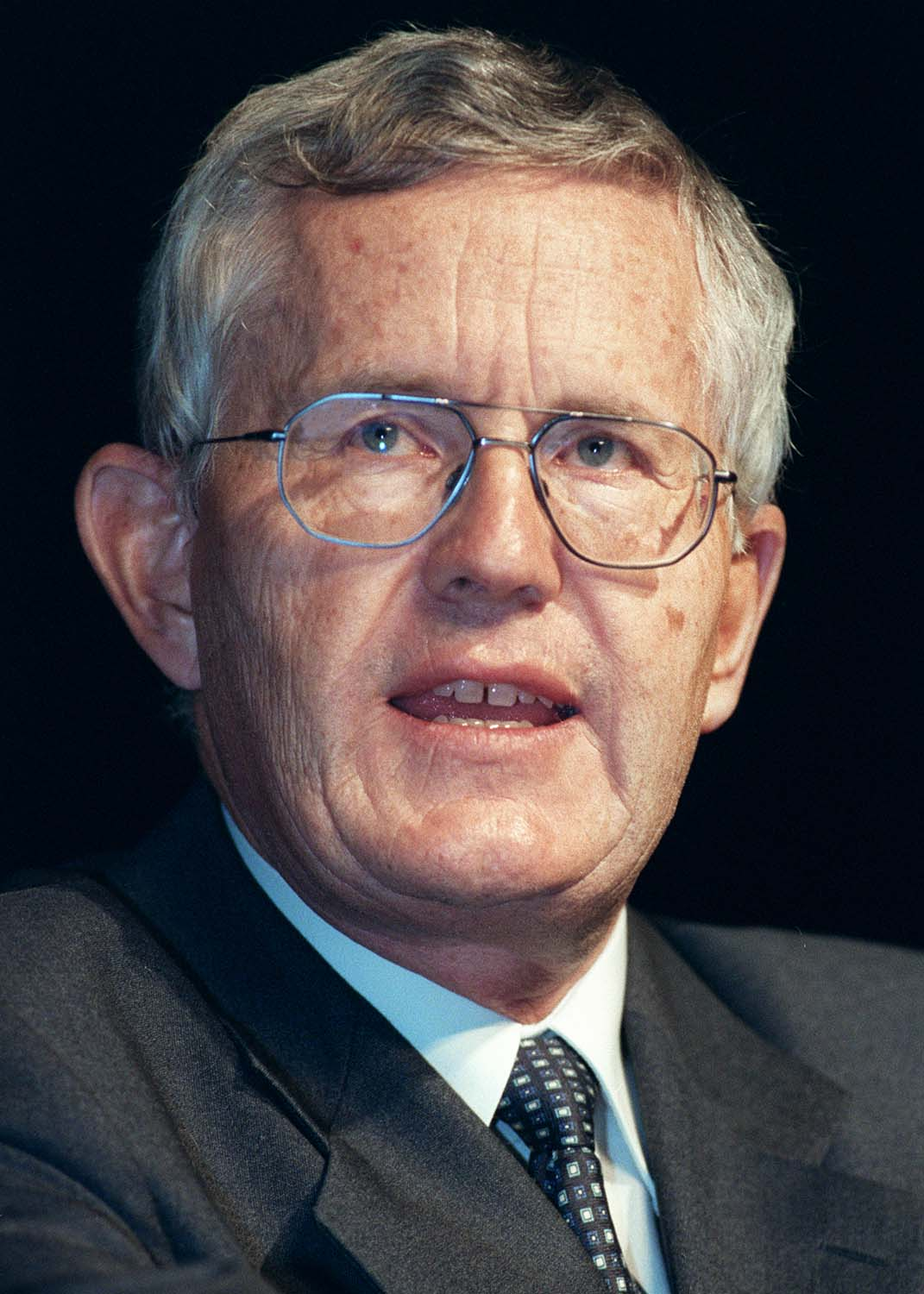
Kaspar Villiger

Bundesrat Kaspar Villiger (FDP) war seit 1989 Vorsteher des Militärdepartements (EMD). Dieses Departement übergab er Adolf Ogi und übernahm 1996 das Finanzdepartement (EFD)
|                         | 1. Wahlgang |
| ----------------------- | ----------- |
| ausgeteilte Wahlzettel  | 243         |
| eingegangene Wahlzettel | 243         |
| leer/ungültig           | 14/4        |
| gültig Total            | 225         |
| absolutes Mehr          | 113         |
| Kaspar Villiger         | 175         |
| Gerold Bührer (FDP)     | 22          |
| Christine Goll (SP)     | 12          |
| Verschiedene            | 16          |

### Sechste Wahl (Sitz von Ruth Dreifuss, SP)

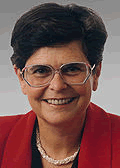
Ruth Dreifuss

Bundesrätin Ruth Dreifuss (SP) war seit 1993 Vorsteherin des Eidgenössischen Departements des Innern (EDI).
|                               | 1. Wahlgang |
| ----------------------------- | ----------- |
| ausgeteilte Wahlzettel        | 241         |
| eingegangene Wahlzettel       | 240         |
| leer/ungültig                 | 24/4        |
| gültig Total                  | 212         |
| absolutes Mehr                | 107         |
| Ruth Dreifuss                 | 124         |
| Martine Brunschwig Graf (LPS) | 35          |
| Christiane Brunner (SP)       | 10          |
| Verschiedene                  | 43          |

### Siebte Wahl (Sitz von Moritz Leuenberger, SP)

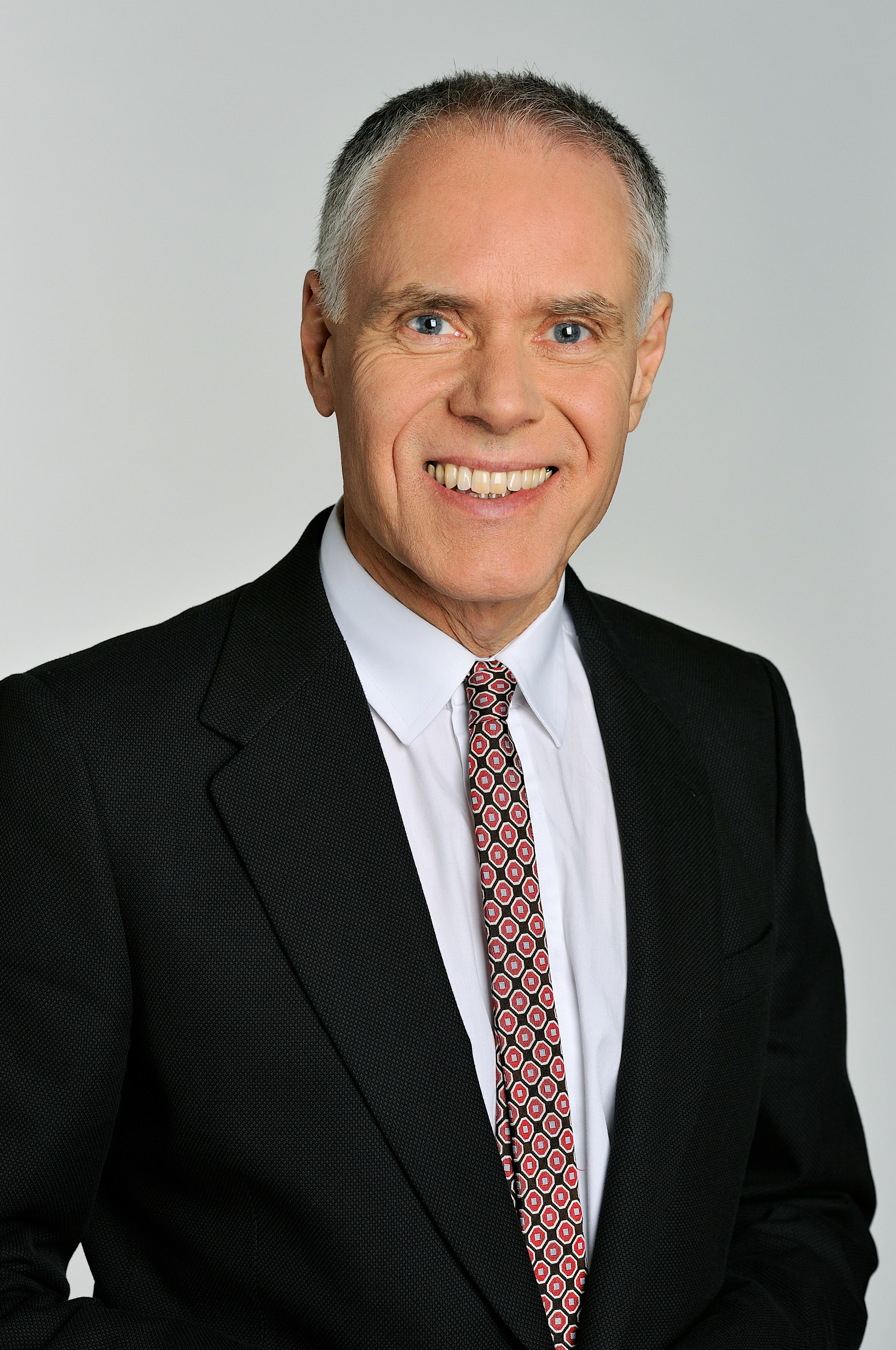
Moritz Leuenberger

Bundesrat Moritz Leuenberger (SP) war seit wenigen Wochen Vorsteher des Eidgenössischen Departements für Umwelt, Verkehr, Energie und Kommunikation (UVEK).
|                         | 1. Wahlgang |
| ----------------------- | ----------- |
| ausgeteilte Wahlzettel  | 239         |
| eingegangene Wahlzettel | 238         |
| leer/ungültig           | 22/5        |
| gültig Total            | 211         |
| absolutes Mehr          | 106         |
| Moritz Leuenberger      | 144         |
| Eduard Belser (SP)      | 16          |
| Gerold Bührer (FDP)     | 10          |
| Verschiedene            | 41          |

## Wahl des Bundeskanzlers

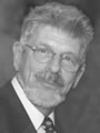
François Couchepin

Der amtierende Bundeskanzler François Couchepin trat zur Wiederwahl an und wurde mit 135 Stimmen wiedergewählt.

## Wahl des Bundespräsidenten
Jean-Pascal Delamuraz wurde mit 165 Stimmen zum Bundespräsidenten für das Jahr 1996 gewählt, Arnold Koller mit 149 Stimmen zum Vizepräsidenten.